# Георги Варнов
Георги Варнов е български инженер и политик от БКП.

## Биография
Роден е през 1934 г. Завършва за инженер, а след това и АОНСУ при ЦК на БКП. Членува в БКП от 1961 г. Бил е последователно техник и главен технолог на машиностроителния завод в Дебелец. След това е главен конструктор и началник цех на комбината за цветни метали „Димитър Благоев“ в Пловдив. По-късно е директор на Завода за запаметяващи устройства в Пловдив. От 1973 до 1980 г. е секретар на Градския комитет на БКП в Пловдив. Седем години е главен директор на комбината ИЗОТ-Пловдив. Освен това е председател на СО „Периферни устройства“. Първи секретар е на Общинския комитет на БКП в Пловдив. От 13 декември 1988 г. е кандидат-член на ЦК на БКП.